# Mikael T. Eriksson
Mikael T. Eriksson, född 11 september 1985 i Norrtälje, är en svensk politiker.
Eriksson var från november 2015 till utgången av 2018 kommunstyrelsens ordförande och kommunalråd i det grönblåa majoritetsstyret för Moderaterna i Sundbybergs kommun. Dessförinnan var han andra vice ordförande i kommunstyrelsen, oppositionsråd och gruppledare för Moderaterna sedan december 2012.
Han har studerat politisk filosofi och retorik på Uppsala universitet. Han har även arbetat som politiskt sakkunnig i Regeringskansliet, där han varit pressekreterare hos statsminister Fredrik Reinfeldt, och med PR.

### Fotnoter
1. ↑  ”Moderaterna.se”. Arkiverad från originalet den 15 januari 2013. https://web.archive.org/web/20130115061849/http://moderaterna.net/blog/2012/12/17/mikael-t-eriksson-nytt-oppositionsrad-i-sundbyberg/. Läst 30 maj 2013.
2. ↑  Hänvisning till titel finns i pressinformation från regeringen, 26 augusti 2009, läst 11 september 2013 Arkiverad 27 augusti 2009 hämtat från the Wayback Machine.
3. ↑  ”Nytt oppositionsråd (m) ska erövra Sundbyberg, Dagens Opinion 7 december 2012, läst 11 september 2013”. Arkiverad från originalet den 20 september 2016. https://web.archive.org/web/20160920140955/http://www.dagensopinion.se/nytt-oppositionsr%C3%A5d-m-ska-er%C3%B6vra-sundbyberg. Läst 11 september 2013.